# Бологаны
Бологаны, Болохан (рум. Bolohan) — село в Оргеевском районе Молдавии. Относится к сёлам, не образующим коммуну.

## География
Село расположено на высоте 90 метров над уровнем моря.

## Население
По данным переписи населения 2004 года, в селе Болохан проживает 1559 человек (788 мужчин, 771 женщина).
Этнический состав села:
| Национальность | Число жителей | Процентный состав |
| -------------- | ------------- | ----------------- |
| молдаване      | 1479          | 94,87             |
| румыны         | 56            | 3,59              |
| русские        | 10            | 0,64              |
| украинцы       | 9             | 0,58              |
| гагаузы        | 1             | 0,06              |
| прочие         | 4             | 0,26              |
| Всего          | 1559          | 100 %             |

## Инфраструктура
- В селе имеется школа, которая в 2011 году была отремонтирована[9].